# Zoe Ludwig
Zoe Ludwig (* 5. Juni 1999 in Oberkirch) ist eine deutsche Handballspielerin, die beim Bundesligisten HSG Blomberg-Lippe unter Vertrag steht.

## Karriere

### Im Verein
Zoe Ludwig begann das Handballspielen im Alter von vier Jahren beim TuS Helmlingen. Dort war sie bis zur C-Jugend als Feldspielerin in einer Jungenmannschaft aktiv. Anschließend spielte Ludwig in einer Mädchenmannschaft bei der TS Ottersweier, wo sie sowohl im Feld als auch im Tor eingesetzt wurde. Nach ihrem zweiten Kreuzbandriss entschied sie sich für die Torhüterposition. Im Jahr 2014 schloss sie sich der SG Kappelwindeck/Steinbach an.
Ludwig wechselte im Jahr 2017 zum SV Allensbach, mit deren A-Jugend sie in der A-Jugend Bundesliga antrat. Zusätzlich gehörte sie dem Damenkader an, die in der 3. Liga spielten. Im Dezember 2017 verließ sie Allenbach. Anschließend schloss sie sich dem Ligakonkurrenten HSG Freiburg an, die den Ausfall von vier Torhüterinnen zu beklagen hatte. Im Jahr 2019 gewann sie mit Freiburg die Drittligameisterschaft der Südstaffel.
Ludwig schloss sich im Sommer 2019 dem Zweitligisten HL Buchholz 08-Rosengarten an. Nachdem im Juli 2019 mit Lea Rühter und Antje Peveling gleich zwei Torhüterinnen beim Bundesligisten Buxtehuder SV ausgefallen waren, erhielt Ludwig ein Zweitspielrecht für den BSV. Mit Buxtehude nahm sie am EHF-Pokal teil. Nachdem Lea Rüther im Dezember 2019 wieder in den Kader zurückgekehrt war, lief Ludwig nur noch für die HL Buchholz 08-Rosengarten auf. Als Ludwig im Sommer 2020 mit HL Buchholz 08-Rosengarten in die Bundesliga aufgestiegen war, endete ihr Zweitspielrecht beim Buxtehuder SV. Sie stand mit Rosengarten im Finale des DHB-Pokals 2020/21.
Ludwig steht seit der Saison 2022/23 beim Bundesligisten HSG Blomberg-Lippe unter Vertrag. Im Sommer 2025 wird sie zu den Füchsen Berlin wechseln.

## Privates
Ihr Bruder Lasse Ludwig spielt ebenfalls Handball.